# Blok mieszkalny

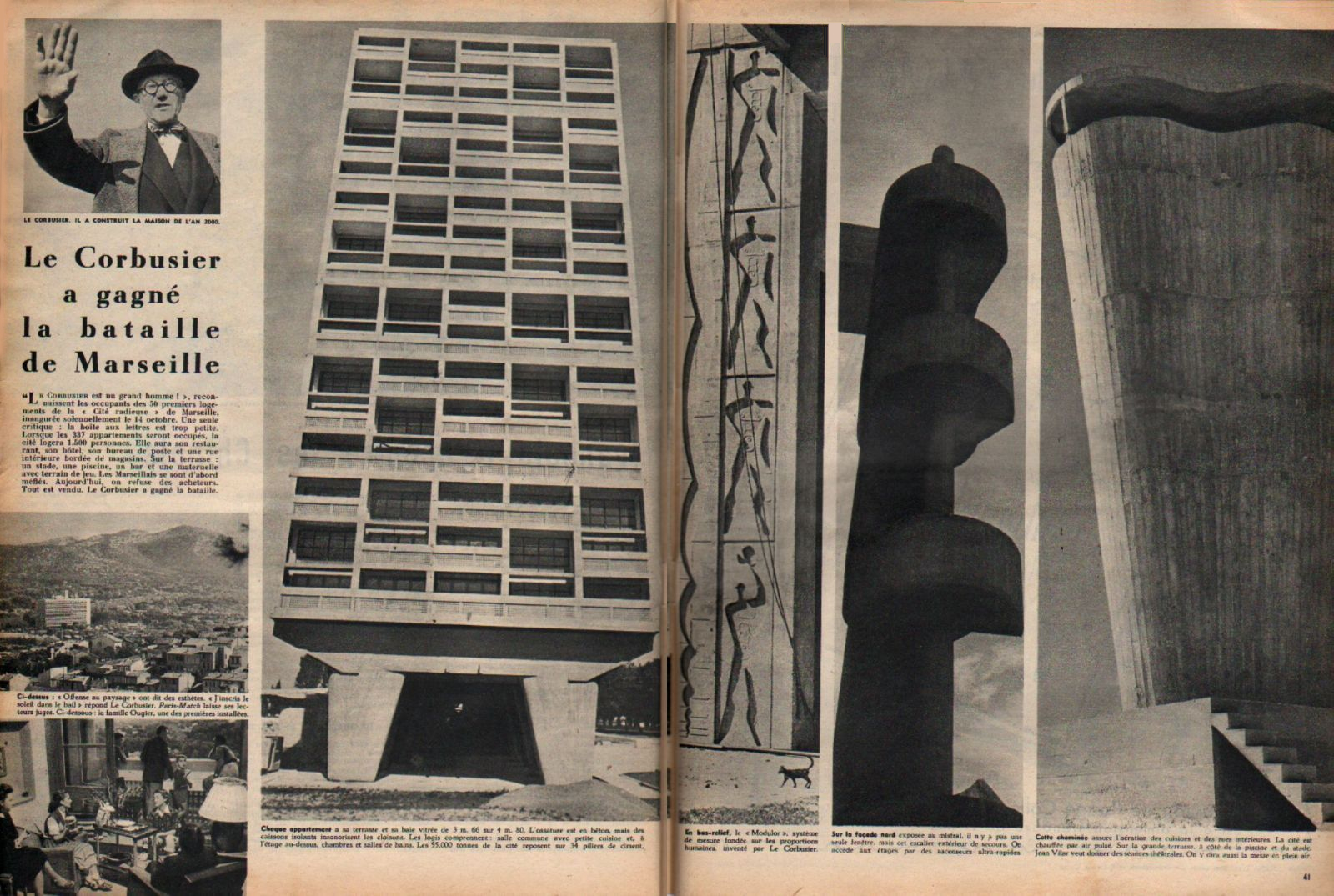
Blok mieszkalny Unité d’habitation w Marsylii (Le Corbusier 1952). Ikoniczny budynek mieszkalny modernizmu wznosi się na żelbetowych słupach, przez które widać drzewa. Długa loggia kryje dwupoziomową restaurację, a na dachu płaskim jest taras rekreacyjny pełniący rolę agory, co jest charakterystyczne dla architektury cywilizacji zachodniej.

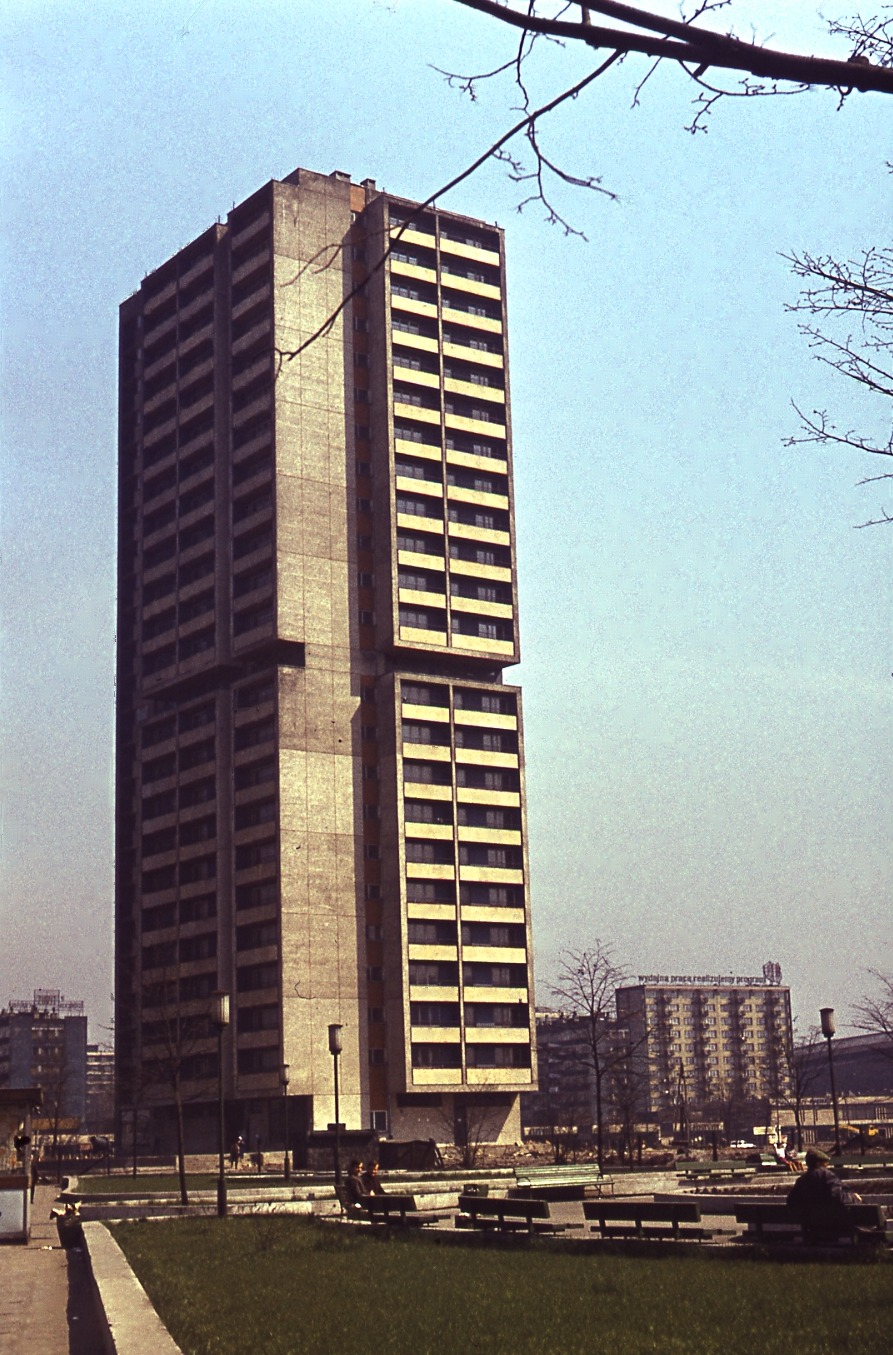
Nowo oddany do użytku blok mieszkalny Haperowiec w Katowicach (1968)

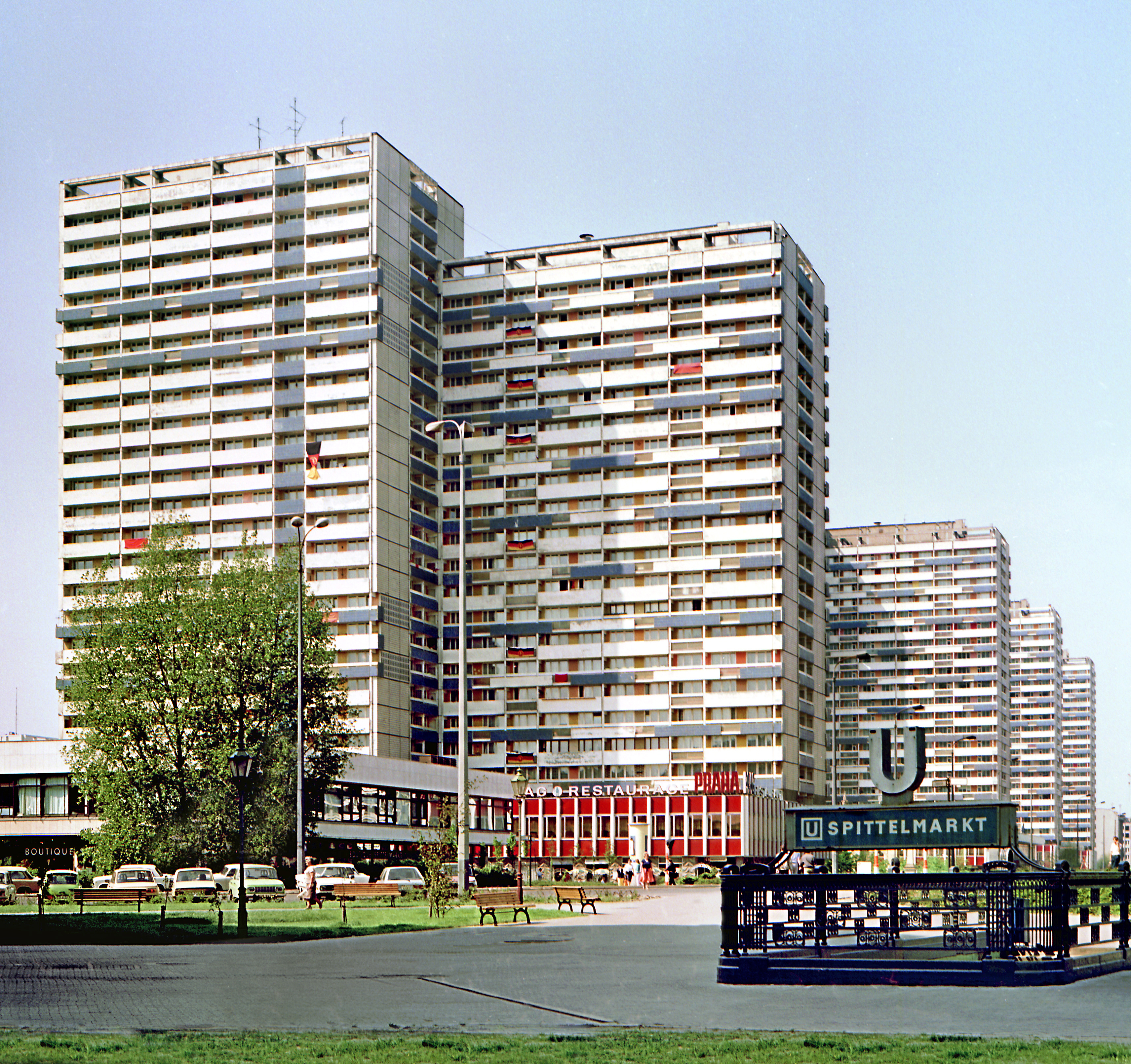
Osiedle mieszkaniowe przy Leipziger Straße w Berlinie Wschodnim, 1969–1982 (1986). Każdy pokój ma własny balkon co należało do rzadkości w krajach socjalistycznych w blokach mieszkalnych.

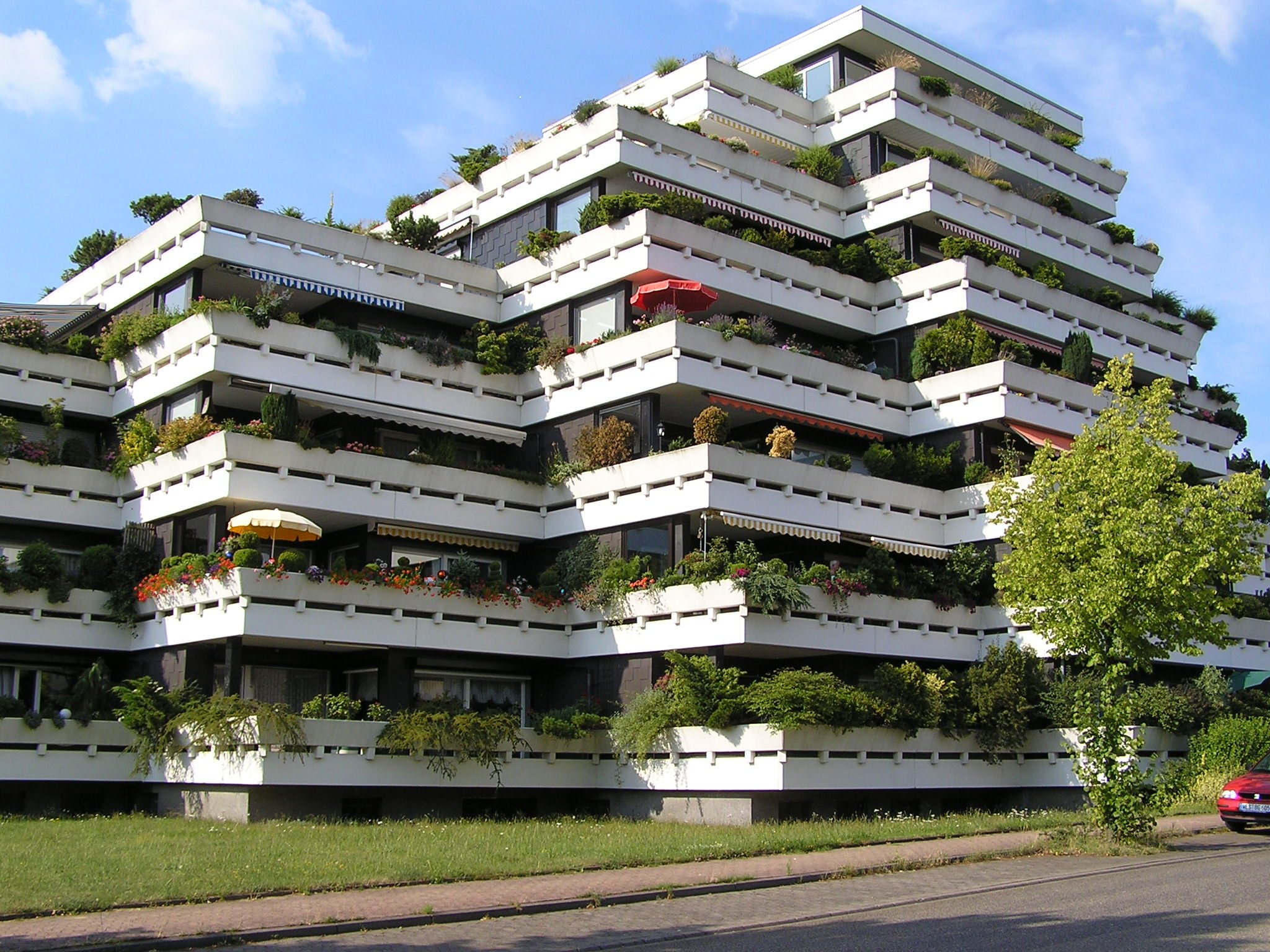
Bloki mieszkalne w Schermbeck w Niemczech Zachodnich architekta Hugona Rossmüllera (1974) wyposażono w prywatne, duże tarasy ozdobione roślinnością

Blok mieszkalny – wielokondygnacyjny budynek mieszkalny wielorodzinny o powtarzalnych segmentach, wyróżniający się prostą formą.
Pierwsze w historii bloki mieszkalne powstawały przed II wojną światową w Europie. Przykładem ówczesnego budownictwa jest osiedle bloków mieszkalnych z prefabrykatów żelbetowych La Muette, zbudowane w 1934 w Drancy we Francji. 

## Idea Le Corbusiera
Budowę bloków mieszkaniowych zainicjowała urbanistyka modernistyczna, wspierana przez idee funkcjonalizmu i socrealizmu. Prekursorem tego stylu w budownictwie jest Le Corbusier – francuski socjalista, architekt, urbanista, rzeźbiarz i malarz. Idee użyteczności i prefabrykacji głoszono już przed nim, ale na mniejszą skalę. Le Corbusier, chcąc zapewnić ubogim robotnikom miejsce do życia, wśród zieleni, światła słonecznego, porządku, bez ciemnych podwórek – studni, przy całkowitym braku ciasnych suteren i mansard, stworzył na wzór samowystarczalnych transatlantyków „maszyny do mieszkania”. Miasta w jego wizji miały być ogrodami, wśród których na słupach zwanych w jęz. fr. pilotis (żeby nie zakłócać przepływu powietrza oraz pozostawić wolne miejsce na inne aktywności) wznosiłyby się ogromne bloki z ogrodami na dachach. Le Corbusier planował wybudowanie całych miast opartych na architekturze użytkowej blokowisk („maszyn do mieszkania”). Chciał wyburzyć i od nowa zabudować centrum Paryża wysokimi blokami, ale był to celowo prowokacyjny plan zaprezentowany na Wystawie Światowej w Paryżu w 1925 w odpowiedzi na złe warunki mieszkaniowe ludzi w starych kamienicach. Ku jego niezadowoleniu wybudowano jednak tylko pięć bloków.
Jednostka marsylska (fr. Unité d’habitation) – jak nazwano pierwszy blok według planów Le Corbusiera – wybudowana w 1952; w mieście, które zostało mocno zniszczone z powodu II wojny światowej, ma 23 rodzaje mieszkań od jednopokojowych po duże, dwupoziomowe i dwustronne. W chwili oddania był to największy budynek świata, na siódmym piętrze zlokalizowano dwukondygnacyjny pasaż handlowy zwany również ogrodem zimowym dzięki swojemu przeszkleniu. Na dachu znajduje się m.in. taras wypoczynkowy, basen, plac zabaw dla dzieci, sala gimnastyczna, klub dla mieszkańców, a także roślinność będąca konsekwencją zakładania przez Le Corbusiera ogrodów na dachach we wcześniejszych budynkach, w tym willach. Jednym z postulatów Le Corbusiera były ogrody na płaskich dachach budynków, które miały zrekompensować przestrzeń zajętą na ziemi przez fundamenty.

## Nowe budownictwo w krajach bloku wschodniego

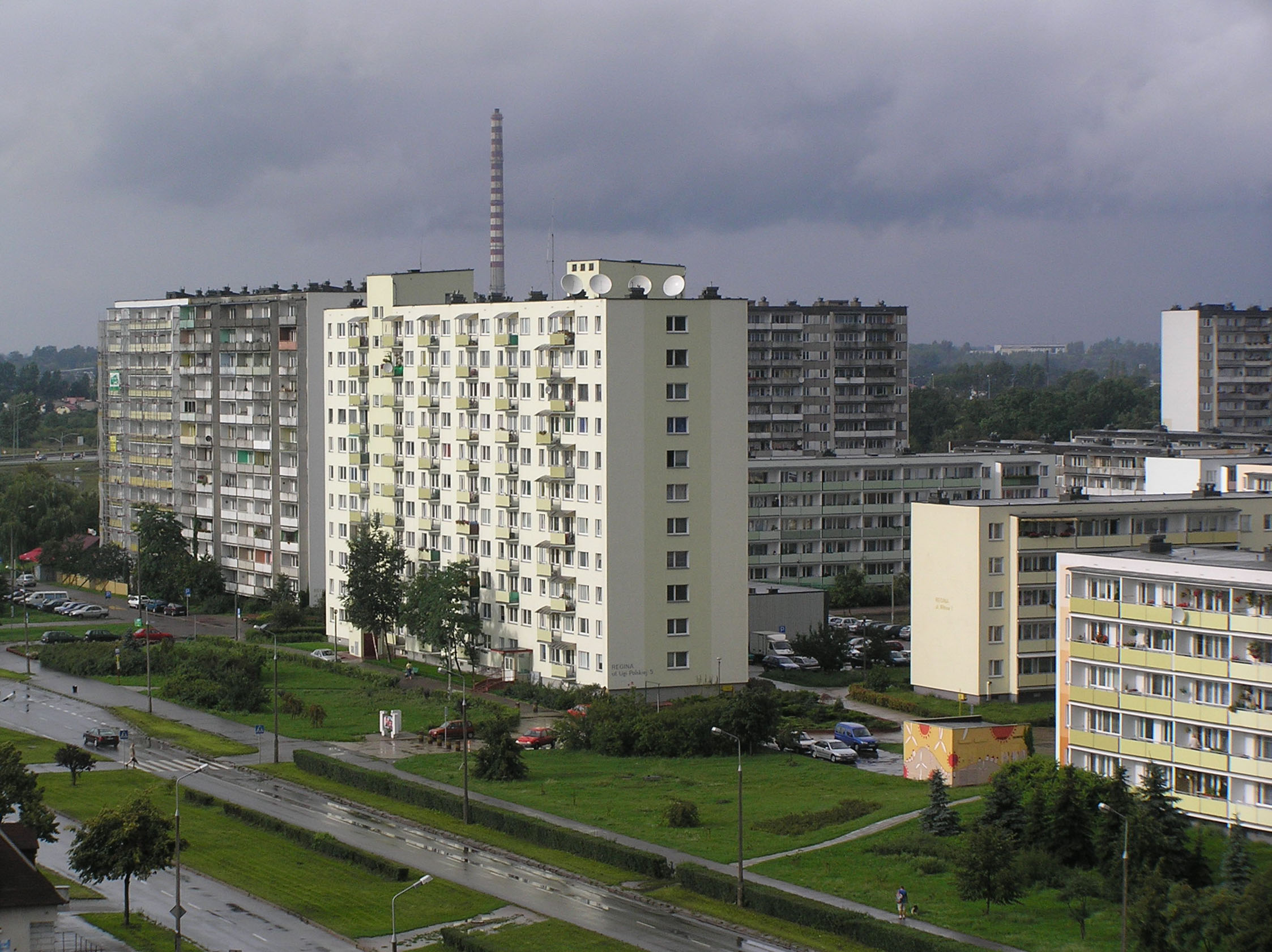
Bloki mieszkalne na os. Na Skarpie w Toruniu

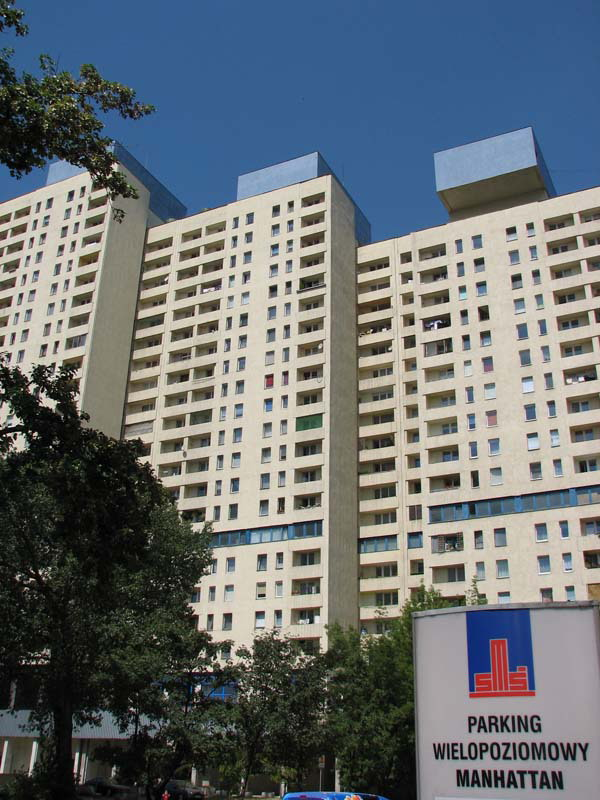
Blok o konstrukcji słupowo-płytowej w Śródmiejskiej Dzielnicy Mieszkaniowej w Łodzi

Po II wojnie światowej (1939–1945) nowatorskie koncepcje Le Corbusiera były realizowane również w krajach bloku wschodniego, w których socjalistyczna gospodarka planowa pozwalała na projektowanie i wznoszenie m.in. wielkich zespołów mieszkaniowych, co było kontynuacją modernistycznej twórczości architektonicznej i urbanistycznej, zapoczątkowanej w dwudziestoleciu międzywojennym (1918–1939).
Potrzeba nowych mieszkań stale rosła, a socrealizm był bardzo drogi. Wielka płyta i „mrówkowce” wydawały się być dobrym i ekonomicznym rozwiązaniem. Powstające blokowiska nie miały jednak wiele wspólnego z jednostką marsylską – mieszkania były małe i niefunkcjonalne, nie były też dwustronne, a dachy bloków nie były wykorzystywane na ogrody i tarasy. W państwach socjalistycznych każdy kraj miał swój własny normatyw mieszkaniowy określający minimalny metraż przypadający na mieszkańca, który na przykład w NRD był większy niż w położonych dalej na wschód krajach takich jak PRL i ZSRR. W blokach mieszkalnych z wielkiej płyty wybudowanych w latach siedemdziesiątych na osiedlu tarasowców przy ulicy Brechta w Rostock w komunistycznych Niemczech salony w mieszkaniach są dwa razy większe niż salony w typowych mieszkaniach w PRL (16 m²). Masowe budownictwo wielkiej płyty spotkało się z powszechną krytyką m.inn. braku estetyki.

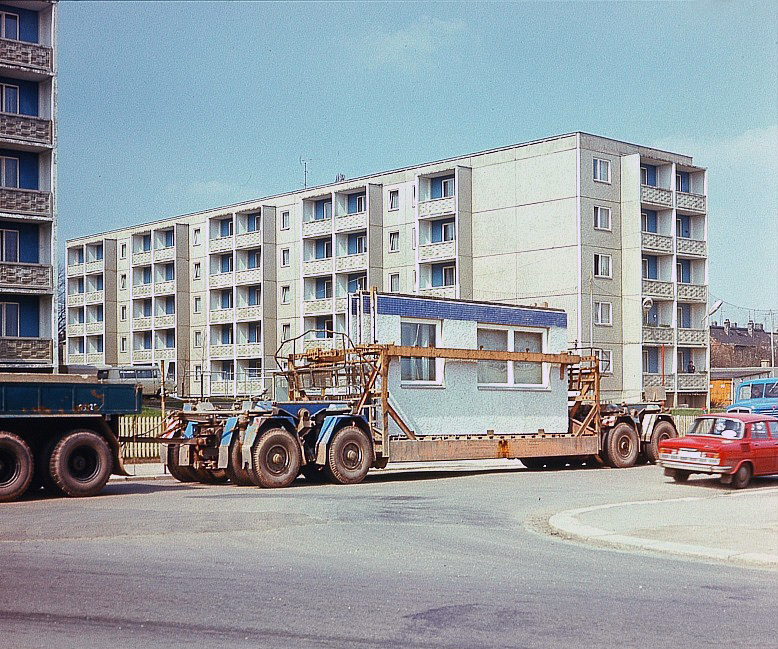
Transport wielkich płyt na budowę bloków mieszkalnych w latach siedemdziesiątych w NRD.
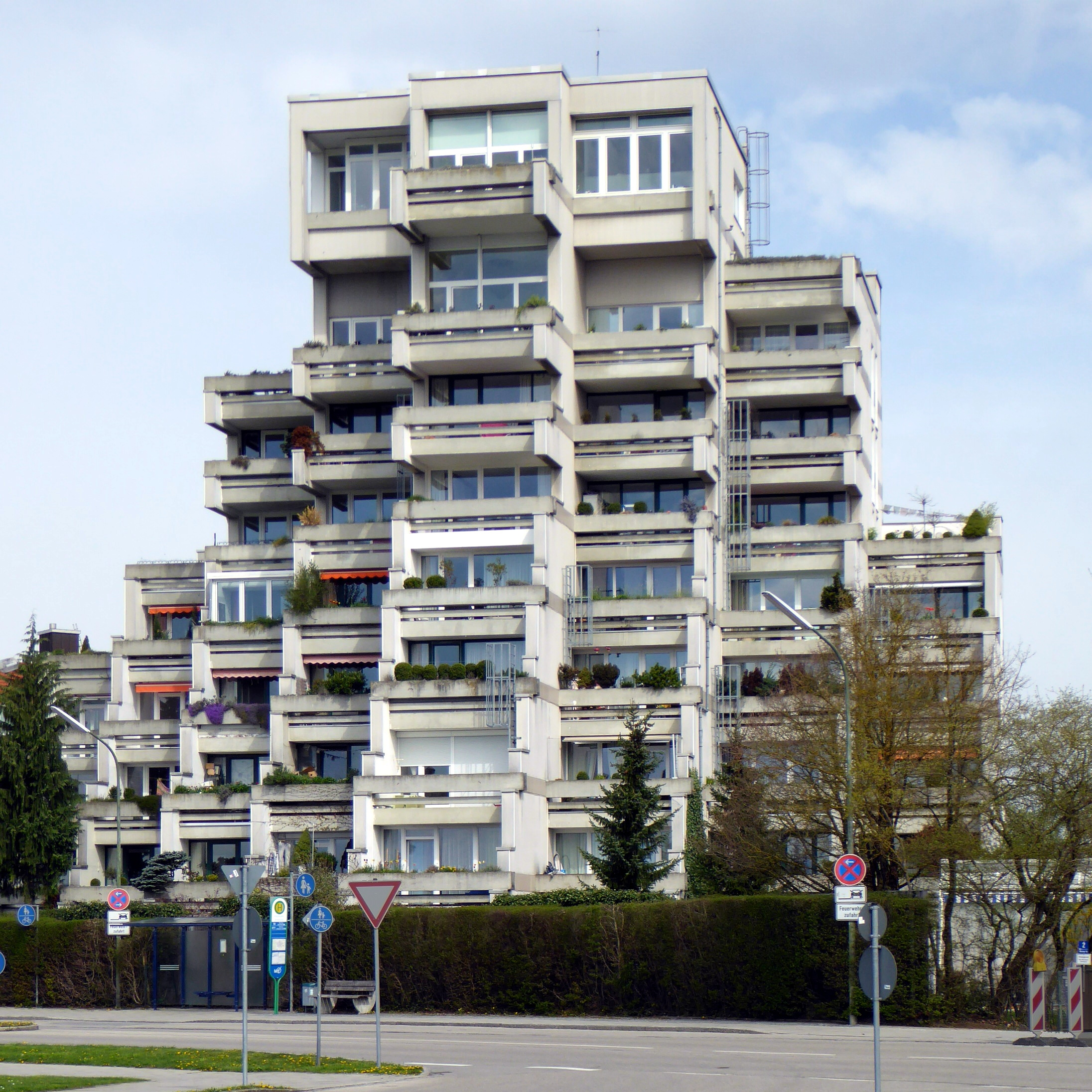
Modernistyczny blok mieszkalny (tarasowiec) w Putzbrunn w Niemczech Zachodnich z 1972
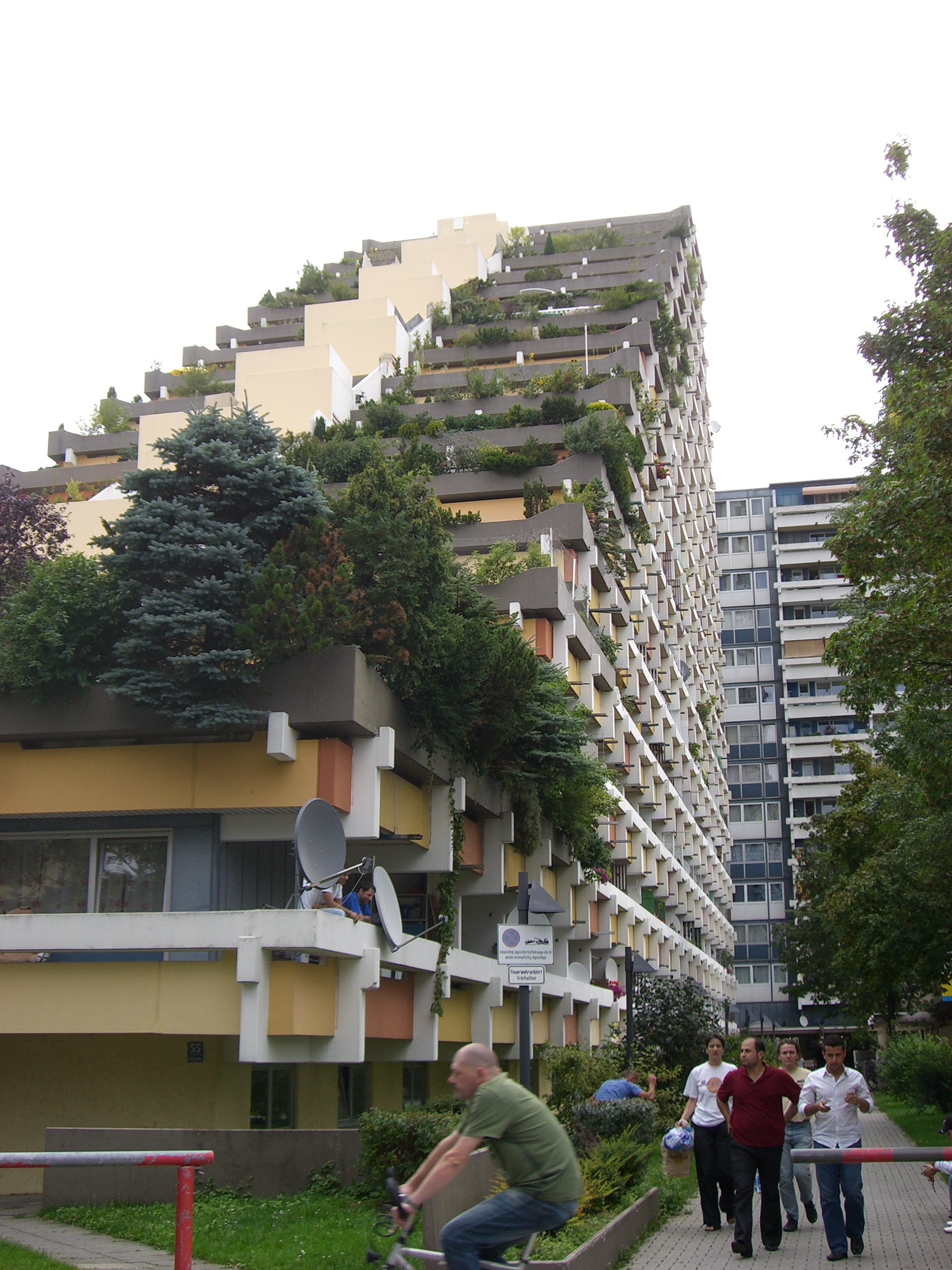
Blok mieszkalny, „Pharao-Haus” („Pyramide”) w Monachium w Niemczech Zachodnich, architekt Karl Helmut Bayer, 1974. Tarasowiec (niem. Terrassenhochhaus)[14].

## Bloki mieszkalne i ich krytyka w Polskiej Rzeczypospolitej Ludowej
Polska architekt Helena Syrkusowa, autorka luksusowych przedwojennych warszawskich domów mieszkalnych (ul. Jaworzyńska 6, 1939) oraz osiedli, po wojnie działaczka Biura Odbudowy Stolicy, profesor Wydziału Architektury Politechniki Warszawskiej zanotowała dnia 28 sierpnia 1965 roku, osobiście doświadczona ograniczeniami wynikającymi z polityki komunistycznych decydentów:

[...] Niczego nie budowaliśmy, ponieważ nie mogliśmy się zgodzić z obecnie obowiązującą tutaj małą powierzchnią mieszkania i zbyt dużą gęstością zabudowania. [...]

W Polsce powstanie charakterystycznych bloków mieszkalnych datuje się na lata po II wojnie światowej choć w Łodzi pierwsze bloki tworzące dziś osiedle im. Montwiłła-Mireckiego powstały już w roku 1929, natomiast w Warszawie do najsłynniejszych należy osiedle bloków mieszkalnych Towarzystwa Osiedli Robotniczych na Kole 1935-1938 autorstwa Romana Piotrowskiego. Za czasów PRL osiedla bloków były traktowane przez lokalne władze jako przejaw nowoczesności i nazywane „nowym budownictwem”. Bloki mieszkaniowe powstawały więc nie tylko w dużych miastach, gdzie ich obecność wydawała się uzasadniona, ale i w małych miasteczkach i na wsiach, burząc ład kompozycyjny okolicy. Budowano budynki wielopiętrowe i wieloklatkowe, wykonywane zazwyczaj w technice wielkiej płyty. Bloki stawiano w zespołach (osiedlach), czyli większych grupach i zwykle występujących w zabudowie rzędowej lub w swobodnej kompozycji budynków wolnostojących – taki typ zabudowy określany jest jako wielki zespół mieszkaniowy, a potocznie nazywany blokowiskiem. Zasadniczo pod względem architektonicznym bloki mieszkalne w Polsce można podzielić na te wyposażone oraz niewyposażone w partery handlowe i usługowe.
Wielkości mieszkań określały normy powierzchniowe, które uważane są dziś za niespełniające wymogów funkcjonalnego i swobodnego stylu życia, ponadto w lokalach często zamieszkiwało zbyt wiele osób. Publiczna krytyka zbyt małej powierzchni mieszkań budowanych w Polsce Ludowej, ciemnych kuchni oraz zbyt wąskich pokoi pojawiała się w prasie już w latach 1946–1989. Drugim aspektem jest wielka płyta, która według niektórych krytyków nie sprawdziła się pod względem technicznym i ekonomicznym – nie zapewniała dobrej izolacji, nie była tania w produkcji, a przede wszystkim w transporcie.
Niektóre blokowiska poza granicami Polski z powodu niskiej jakości wykonania oraz braku bieżącej konserwacji szybko zaczęły popadać w ruinę i ostatecznie zostały wyburzone z czego najwcześniej w historii osiedle Pruitt-Igoe w Saint Louis zlikwidowano już w 1972 roku (powstało w 1955 roku i nie było wyposażone w balkony ani nawet w portfenetry). Osiedle bloków mieszkalnych z prefabrykatów żelbetowych La Muette, zbudowane w 1934 roku w Drancy we Francji, w skład którego wchodziły także wieżowce mieszkalne wyposażone w balkony i tarasy widokowe na płaskich dachach zostało zaprezentowane jako innowacyjny projekt modernizmu na dwóch wystawach w muzeach sztuki nowoczesnej w Paryżu i w Nowym Jorku w 1939 roku, jednakże zostało wyburzone w 1976 roku z powodu niskiej jakości wykonania (brak izolacji akustycznej oraz termicznej, brak jakichkolwiek portfenetrów pomimo balkonów obsługiwanych przez zwykłe drzwi pozbawione przeszkleń) oraz nieatrakcyjnych małych mieszkań z ciasnymi pokojami gdzie w mieszkaniu dwupokojowym salon mierzył 14,6 m², natomiast sypialnia 9,5 m²; które były zdecydowanie mniejszymi wartościami powierzchni pomieszczeń niż w ówczesnych kamienicach. W Hongkongu wyburzono w 2007 roku osiedle bloków mieszkalnych Shek Kip Mei z 1955 roku charakteryzujące się także małymi mieszkaniami. W XXI wieku zlikwidowano blokowisko w Koszycach podobnie jak osiedle bloków mieszkalnych Red Road Flats w Glasgow, które wyburzono w 2015 roku z powodu rewitalizacji terenu.
Zgromadzenie dużej liczby ludzi na niewielkim terenie, uniformizacja otoczenia, brak wspólnych miejsc odpoczynku i rozrywki itp. spowodowały, że blokowiska sprzyjają anonimowości, wykształciły się w nich też nowe zjawiska kulturowe i społeczne, między innymi tzw. blokersi. Blokersi wymiennie blocersi , to przedstawiciele subkultury młodzieżowej, powstałej wśród mieszkańców dużych osiedli miejskich.
Część problemów dotyczących jakości budownictwa mieszkaniowego w okresie PRL wynika z podporządkowania architektury niewydolnemu przemysłowi budowlanemu. Projekty budynków musiały być dostosowane do ograniczonych możliwości państwowych wykonawców którzy nazywani byli „fabrykami domów”. Taka sytuacja sprzyjała monotonii architektury: upraszczaniu kształtu budynków, rezygnacji z detalu, stosowania powtarzalnych jednostek. W czasach komunistycznej Polski Ludowej dochodziło do absurdalnego okaleczania oryginalnych projektów architektonicznych w celu minimalizacji kosztów budowy, czego przykładem jest blok mieszkalny „Trzonolinowiec” we Wrocławiu (1961), gdzie architekt Jacek Burzyński zaproponował całkowite przeszklenie wszystkich salonów w mieszkaniach, zamiast tradycyjnych okien i bez stosowania ścian fasadowych, co było wówczas praktykowane w Europie Zachodniej (np. na wielu osiedlach w Marsylii), ale zostało to odrzucone przez polskie władze. Innym przykładem oszczędności jest Osiedle Widok w Krakowie, gdzie architektowi udało się zbudować tylko jeden autorski, oryginalny blok mieszkalny „Tarasowiec” przy ul. Armii Krajowej 77 (1974) przypominający budynki z Europy Zachodniej i wyróżniający się formą oraz funkcją, czego przykładem są tam obszerne tarasy z nietypowym miejscem na roślinność, co tworzy efekt ściany zieleni na budynku i przestronne mieszkania oraz podziemny garaż, ale inne bloki na osiedlu musiał już wykonać w sposób oszczędny i typowy dla tamtych czasów, bez oryginalnych detali oraz Osiedle Za Żelazną Bramą (1972) w Warszawie, gdzie architekci zaproponowali balkony oraz ogrody i kawiarnie na dachach, co zostało odrzucone przez władze.
Ze względu na krytykę społeczeństwa i środowiska architektonicznego nasiloną w czasie masowego powstawania monotonnych bloków mieszkalnych w PRL architekt Jadwiga Grabowska-Hawrylak stworzyła w 1975 roku we Wrocławiu nowatorskie pod względem formy architektonicznej osiedle bloków mieszkalnych przy placu Grunwaldzkim, tzw. Manhattan. Było to pierwsze w powojennej Polsce oryginalne osiedle mieszkaniowe, gdzie zrezygnowano z pudełkowatych, kanciastych, nużących form, a także wprowadzono wiele nowoczesnych rozwiązań, w tym tarasy widokowe na dachach płaskich wyposażone w świetlice z łazienkami (pierwotnie architekt planowała zazielenienie tarasów), zastosowanie klinkieru elewacyjnego w naturalnym kolorze na balkonach, okrągłe okna w świetlicach, szybkie i bezpieczne windy produkcji szwedzkiej (w PRL nie były dostępne szybkie windy) i pawilony handlowe dopasowane do oryginalnej architektury budynków oraz parking podziemny. Tarasy rekreacyjne na dachach płaskich wrocławskich bloków były wykorzystywane przez mieszkańców do organizowania grilli na świeżym powietrzu.
Pomimo nieustającej krytyki architektury bloków mieszkalnych w czasach Polski Ludowej przeważająca większość budynków nie osiągnęła nawet podstawowych standardów budownictwa zachodniego. W polskim, socjalistycznym budownictwie zabrakło odpowiedniej powierzchni mieszkalnej zapewniającej zdrowy i swobodny byt, miejsce do pracy i wypoczynku oraz możliwość rozwoju rodziny w jednym mieszkaniu, zabrakło odpowiedniej powierzchni przeszkleń zapewniającej nasłonecznienie oraz zabrakło odpowiedniej jakości wykonania znanej już ze standardowych bloków na Zachodzie. Austriaccy architekci byli zdziwieni brakiem sauny na nowych osiedlach mieszkaniowych wybudowanych w PRL. W Europie Zachodniej powojenne bloki mieszkalne mają bardzo zróżnicowany standard w tym całkowite przeszklenia ścian w pokojach mieszkalnych zamiast okien (bloki mieszkalne Le Corbusiera oraz późniejsze Jacques Henri-Labourdette w Marsylii zapewniają całkowite przeszklenia i balkony w każdym pokoju oraz tarasy rekreacyjne na dachach) i pełnowymiarowe baseny pływackie na dachach służace również jako naturalne solaria (budynek Le Corbusiera w Marsylii we Francji, osiedle Alt Erlaa w Wiedniu w Austrii) lub prywatne, „wiszące ogrody” w bogato przeszklonych, trójpoziomowych mieszkaniach (Halen w Szwajcarii z 1961 roku, na osiedlu Habitat 67 w Kanadzie każde mieszkanie w tym dwunastopiętrowym bloku, zarówno jednopoziomowe, dwupoziomowe, jak i trójpoziomowe wyposażone jest w duży ogród, który ma powierzchnię salonu, a w niektórych mieszkaniach znacznie ją przekracza. Bloki mieszkalne zwane tarasowcami z lat siedemdziesiątych w Schermbeck w Niemczech Zachodnich architekta Hugona Rossmüllera wyposażono w prywatne, duże tarasy ozdobione bujną roślinnością zamiast ciasnych balkonów oraz imponujący metraż.). W Wiedniu na osiedlach gdzie wybudowano bloki mieszkalne zwane tarasowcami (niem. Terrassenhochhaus) lub piramidami mieszkalnymi (niem. Wohnpyramide), charakteryzujące się wyższym standardem i estetyką niż typowe bloki, już w latach siedemdziesiątych mieszkańcy sadzili drzewa na własnych tarasach co zlikwidowało – znany głównie z krajów komunistycznych – problem negatywnej ingerencji monotonnych, betonowych bloków w krajobraz. Praktycznie każde osiedle zachodnioeuropejskich żelbetowych bloków mieszkalnych wyposażone jest w coś co stanowi koncept rekompensujący przyszłym mieszkańcom z nawiązką konieczność mieszkania kolektywnego bez posiadania domu jednorodzinnego z ogrodem. W Polsce bloki mieszkalne oferujące standard mieszkania identyczny jak w luksusowej modernistycznej kamienicy i charakteryzujące się wybitną estetyką zewnętrzną należą do zupełnych wyjątków tak jak blok znany jako dom wielorodzinny Spółdzielni Mieszkaniowej Pracowników Polskiej Akademii Nauk w Warszawie przy ul. Wiejskiej 20 (1964), którego autorem jest architekt Jerzy Gieysztor. Wszystkie mieszkania w tym budynku są dwustronne, a pokoje są szerokie i każdy pokój ma własny balkon co należało ówcześnie do rzadkości. Budynek został wyposażony także w taras rekreacyjny na dachu płaskim, pasaż handlowy na parterze i podziemny garaż.
Po zmianie ustroju w Polsce w 1989 roku bloki mieszkalne w całym kraju uległy masowej modernizacji z czego do najpopularniejszych zalicza się wymianę okien na szczelne oraz termomodernizację, natomiast do rzadkości należą wciąż gruntowne modernizacje bloków mieszkalnych zwiększające ich funkcjonalność i wartość dla mieszkańców takie jak możliwość dobudowania balkonów co zrealizowały z sukcesem tylko niektóre miasta takie jak na przykład Jaworzno oraz Opole. We Francji w XXI wieku balkony są dobudowywane do bloków mieszkalnych, które ich nie mają lub mają, ale małe w inny sposób niż w krajach postkomunistycznych. Architekt Jean-Philippe Vassal w 2017 roku dobudował do fasad wielu bloków mieszkalnych z lat 60. w Bordeaux balkony, których imponująca powierzchnia kojarzy się raczej z dużymi pokojami, a nie z typowymi balkonami co w rezultacie powiększyło powierzchnię mieszkań i pozwoliło na wymianę małych okien na portfenetry zarówno w starych fasadach, jak i wzdłuż przeszklonych balustrad już dobudowanych tarasów. Nowe portfenetry, czyli okna bez szprosów, sięgające od podłogi do sufitu mają lepszą izolacyjność termiczną niż stare i małe okna. Wszystkie nowe okna są przesuwne to znaczy, że nie zabierają mieszkańcom cennego miejsca w salonach tak jak stare okna. Robotnicze bloki mieszkalne zostały zmodernizowane, ponieważ nie są zabytkami i w takim przypadku ingerencję w ich architekturę uznano za słuszną.

## Współczesne budownictwo bloków w Polsce

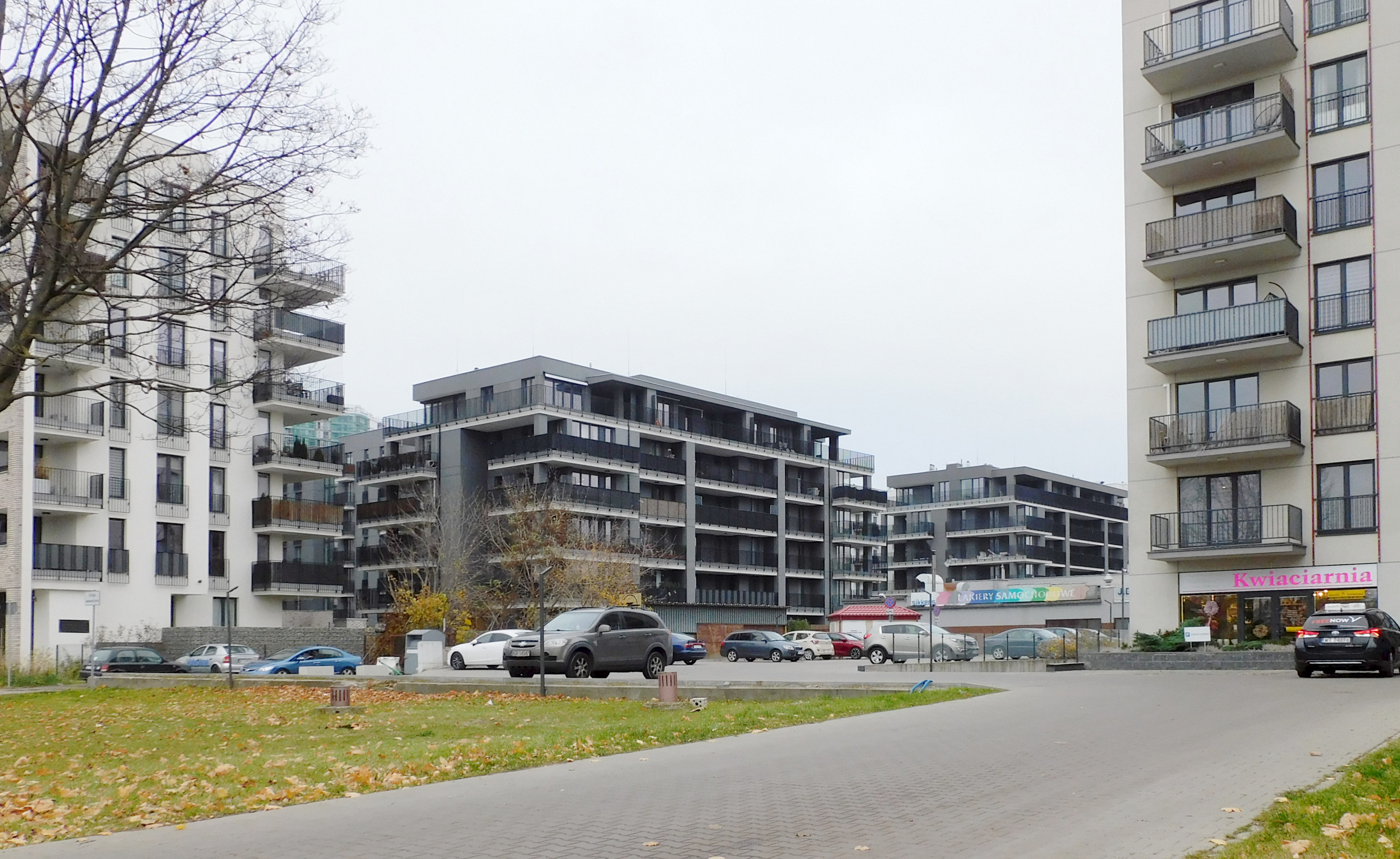
Współczesne bloki mieszkalne z początku XXI wieku w Warszawie.

Po latach 90. architektura bloków stopniowo się zmieniała. Obecnie pojawiają się ciekawe formy i projekty architektoniczne z wykorzystaniem szkła oraz innych materiałów, choć zazwyczaj deweloperzy decydują się na standardowe prostokątne lub kwadratowe bryły. Współczesne osiedla, na których powstają bloki, są bardzo kameralne. Często zawierają części wspólne, np. place zabaw, i są ogrodzone. Same bloki zazwyczaj posiadają od 3 do 7 kondygnacji, choć zdarzają się wyższe. W ich podziemiach mieszczą się parkingi. Inny sposób budownictwa dyktowany był popytem na takie rozwiązania.
W porównaniu z sytuacją sprzed ok. 20 lat, obecnie cena budowy bloków jest dwa razy wyższa niż w latach 90. W 1999 r. wynosiła ona ok. 2133 zł/mkw. W 2003 r. budowa bloków pochłaniała ok. 2238 zł/mkw., w 2010 r. było to ok. 4360 zł/mkw., a w 2016 4054 zł/mkw. Rosnące ceny mają związek z czynnikami takimi, jak: brak wystarczającej ilości taniej siły roboczej, wzrost kosztów materiałów budowlanych czy kosztów ziemi.